# باكار
شركة باكار هي ثالث أكبر مصنع لشاحنات الخدمة الشاقة في العالم بعد دايملر إيه جي وفولفو، كما تقوم فروعها بتصنيع الشاحنات الخفيفة والمتوسطة.

## النشأة
وفقا لضاحية سياتل في بلفيو، واشنطون، عام 1905 قام ويليام بيجوت بتأسيس شركة سيارات سياتل. كان نشاط الشركة الأساسي إنتاج معدات السكك الحديدية ومعدات قطع الأشجار. خلال الاندماج اللاحق مع شركة إخوان توني، بورتلاند، أوريغون تحول اسم الشركة إلي شركة سيارات المحيط الهادي والسبائك.

## الحرب العالمية الثانية
خلال الحرب العالمية الثانية شاركت الشركة في إنتاج الدبابة شيرمان لصالح الجيش الأمريكي. من المركبات المميزة التي أنتجتها الشركة أيضا ناقلة الدبابات إم25، التي عرفت «بالعربة التنين»، والدبابة الثقيلة الفائقة تي28.

## بعد الحرب
قامت الشركة بشراء شركة شاحنات كينوورث عام 1945، وبعد 13 عام اشترت شركتين جديدتين هما بيتيربيلت وشاحنات دارت. عام 1972 تم تغيير اسم المجموعة إلي باكار، مع بقاء اسم شركة سيارات المحيط الهادي والسبائك كشركة فرعية تابعة للمجموعة.
عام 1981, استحوذت المجموعة على شركة شاحنات فودين، البريطانية. عام 1996, كانت شركة شاحنات داف الهنولندية تمر بمشاكل مالية، قامت المجموعة بالاستحواذ على الشركة. عام 1998 استحوذت المجموعة على شركة شاحنات ليلاند البريطانية للاستفادة من إمكانيات التصميم والتصنيع للشاحنات الخفيفة والمتوسطة (6 - 44 طن).
بحساب شركة بيتيربيلت، وكينوورث، وداف، تعد باكار الثانية من حيث الإنتاج داخل الولايات المتحدة والثالثة عالميا في إنتاج «الشاحنات الضخمة».

## الفروع
- كينوورث
  - كينوورث أستراليا
  - كينوورث المكسيك
- بيتيربيلت
- شاحنات داف
- شاحنات لايلاند
- شاحنات دايناكرافت
- وينش (الشحن والتحميل)
- قطع غيار باكار
- باكار المالية
- باكار تكنولوجيا المعلومات
- باكار المركز التقني

## العائد السنوي
مصدر: 
| السنة المالية | العائد (مليار دولار أمريكي) |
| ------------- | --------------------------- |
| 2008          | $14.97                      |
| 2009          | $8.09                       |
| 2010          | $10.29                      |
| 2011          | $16.36                      |
| 2012          | $17.05                      |
| 2013          | $17.12                      |
| 2014          | $18.99                      |
| 2015          | $19.12                      |
| 2016          | $17.03                      |
| 2017          | $19.46                      |
| 2018          | $23.50                      |
| 2019          | $25.60                      |
| 2020          | $18.73                      |
| 2021          | $23.52                      |